# 科茨 (北卡羅萊納州)
科茨（英語：Coats）是一個位於美國北卡羅萊納州哈尼特縣的城鎮。

## 人口
根據2020年美國人口普查的數據，科茨的面積為3.69平方千米，皆為陸地。當地共有人口2155人，而人口密度為每平方千米584人。